# Femme au cheval
Femme au cheval est un tableau réalisé par Jean Metzinger en 1912. Cette huile sur toile cubiste représente une femme nue entre un arbre et un cheval. Présentée au Salon des indépendants de 1912, elle est conservée au Statens Museum for Kunst, à Copenhague.

## Expositions
- Salon des indépendants de 1912, Paris, 1912.
- Le Cubisme, Centre national d'art et de culture Georges-Pompidou, Paris, 2018-2019.